# Naïve
Naïve er et dansk britisk inspireret guitarpop-band, der blev dannet i 1983 af sanger og sangskriver Claus Berthelsen. 
I perioden fra 1985 til 1995 udgav de tre album Fish? (1985, Irmgardz), Careless (1989, indeholdt bl.a. radiohittet "Marble Afternoon", Garden Records) og Absolution Music (1995, Record Music Denmark) for så at holde en lang pause indtil albummet Endurance (2020, EverydayMusic) markerede gruppens comeback.
De to hovedkræfter i bandets første periode var Claus Berthelsen og Hilmer Hassig, sidstnævnte som guitarist og producer. Herudover medvirkede bl.a. Flemming Muus (bas), Martin Brygmann (trommer) og Gorm Ravn-Jonsen (trommer – også i Gangway) på bandets udgivelser.
På Endurance, som er produceret af Henrik Balling (Gangway) og Povl Kristian, er besætningen udover Claus Berthelsen, Mette Soele Zachau Mathiesen (trommer - Miss B Haven), Flemming Muus (bas), Peter Michael (keyboard) og Povl Kristian (keyboard, guitar, vokaler). Herudover medvirker guitaristen Peter Peter (Bleeder), cellisten Josefine Opsahl (We like We), trompetisten Bo Rande, slagtøjsspilleren Claus Suhr og sangerinden Hanne Winterberg (Moral).